# Goppeln

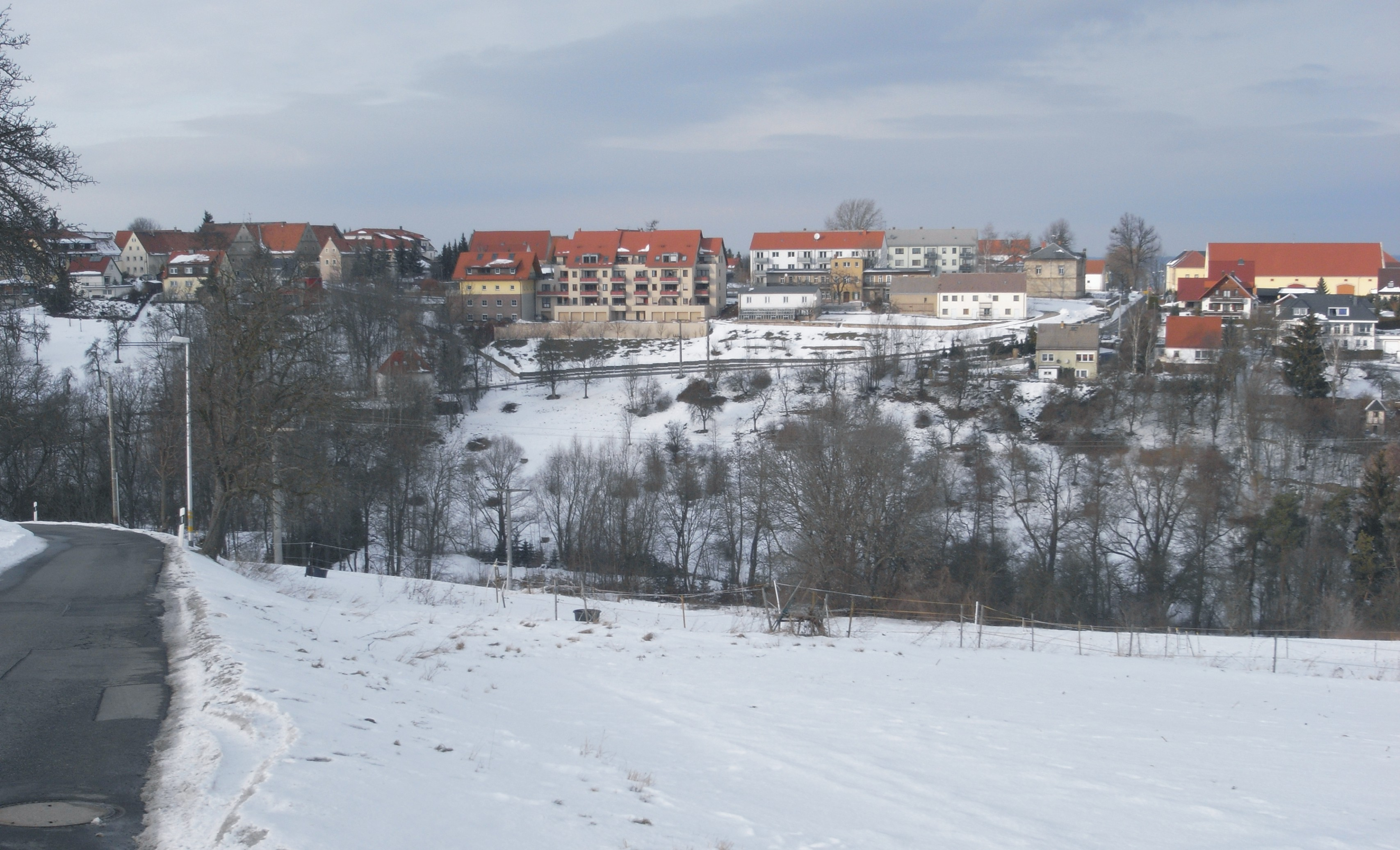
Vue de Goppeln du sud-ouest

Le village de Goppeln dépend de la commune allemande de Bannewitz en Suisse saxonne. Il est célèbre pour y avoir accueilli les peintres de l'école de Goppeln à la fin du XIXe siècle et au début du XXe siècle.

## Couvent de Goppeln
Le couvent des Sœurs de Nazareth de Saint François, fondé par Mère Maria Augustina Schumacher dans les années 1920, est une institution du village, car il sert de maison-mère à cette congrégation et de maison de retraite (St. Clara) tenue par les Sœurs. C'était un foyer pour l'enfance du temps de la RDA que les Sœurs avaient le droit de gérer. Aujourd'hui, le couvent est une maison avec toutes les facilités modernes, ainsi qu'avec un restaurant pour les touristes.